# Línia evolutiva de Makuhita
Aquesta línia evolutiva de Pokémon inclou Makuhita i Hariyama.

## Makuhita
Makuhita és una de les espècies que apareixen a la franquícia Pokémon, una sèrie de videojocs, anime, mangues, llibres, cartes col·leccionables i altres mitjans que va ser inventada per Satoshi Tajiri i ha generat milers de milions de dòlars en beneficis per a Nintendo i Game Freak. És de tipus lluita i evoluciona a Hariyama.

## Hariyama
Hariyama és una de les espècies que apareixen a la franquícia Pokémon, una sèrie de videojocs, anime, mangues, llibres, cartes col·leccionables i altres mitjans que va ser inventada per Satoshi Tajiri i ha generat milers de milions de dòlars en beneficis per a Nintendo i Game Freak. És de tipus lluita i evoluciona de Makuhita.